# Metro de Taipéi
El Sistema de Transporte Rápido de Taipéi, o Metro de Taipéi (chino tradicional: 台北大眾捷運系統, abreviado: 台北捷運, o, 捷運), también conocido como MRT por sus siglas en inglés (Metropolitan Rapid Transit) es un medio de transporte que cubre gran parte del área metropolitana de la ciudad de Taipéi. La red incluye 152,9 kilómetros de ríeles con 131 estaciones. Es operado por la Compañía de Transporte Rápido de Taipéi (chino tradicional: 台北大眾捷運公司, o TRTC: Taipei Rapid Transit Corporation). Debido a su eficiencia y comodidad, este sistema de metro es un modo común de transporte en la ciudad, con un promedio de más de 2,0 millones de viajes en un día entre semana. Además, la Compañía de Transporte Rápido de Taipéi opera diversos servicios públicos como la Maokong Gondola (teleférico al sureste de Taipéi), centros comerciales subterráneos, parques y plazas. Están en proceso adaptaciones a líneas de tren existentes para integrarlas al Sistema de Transporte Rápido de Taipéi.
El Metro de Taipéi es uno de los más caros sistemas de metro construidos. Desde que comenzó sus operaciones en 1996, el sistema ha ayudado a reducir el tiempo de viaje desde un extremo a otro de la ciudad de tres a menos de una hora, y ha aliviado algunos de los problemas de tráfico de la ciudad. También ha sido un efectivo catalizador de renovamiento urbano, y ha incrementado el turismo a ciudades cercanas como Danshui (chino tradicional: 淡水).

## Líneas del metro
| Línea                  | Terminales (Distrito, Ciudad)                      | Terminales (Distrito, Ciudad)    | Inauguración | Estaciones | Longitud (km) | Talleres                 |
| Línea                  | Norte y este                                       | Sur y oeste                      | Inauguración | Estaciones | Longitud (km) | Talleres                 |
| ---------------------- | -------------------------------------------------- | -------------------------------- | ------------ | ---------- | ------------- | ------------------------ |
| Línea Wenhu            | Taipei Nangang Exhibition Center (Nangang, Taipei) | Taipei Zoo (Wenshan, Taipei)     | 1996         | 24         | 25,7          | Neihu Muzha              |
| Línea Tamsui–Xinyi     | Tamsui (Tamsui, New Taipei)                        | Xiangshan (Xinyi, Taipei)        | 1997         | 27         | 29,6          | Beitou                   |
| Ramal Xinbeitou        | Xinbeitou (Beitou, Taipei)                         | Beitou (Beitou, Taipei)          | 1997         | 2          | 1,2           | Beitou                   |
| Línea Songshan–Xindian | Songshan (Songshan, Taipei / Xinyi, Taipei)        | Xindian (Xindian, New Taipei)    | 1999         | 19         | 19,4          | Xindian                  |
| Ramal Xiaobitan        | Qizhang (Xindian, New Taipei)                      | Xiaobitan (Xindian, New Taipei)  | 2004         | 2          | 1,9           | Xindian                  |
| Línea Zhonghe–Xinlu    | Huilong (Xinzhuang, New Taipei / Guishan, Taoyuan) | Nanshijiao (Zhonghe, New Taipei) | 1998         | 21         | 25,1          | Zhonghe Luzhou Xinzhuang |
| Línea Zhonghe–Xinlu    | Luzhou (Luzhou, New Taipei)                        | Nanshijiao (Zhonghe, New Taipei) | 1998         | 6          | 6,4           | Zhonghe Luzhou Xinzhuang |
| Línea Bannan           | Taipei Nangang Exhibition Center (Nangang, Taipei) | Dingpu (Tucheng, New Taipei)     | 1999         | 23         | 26,5          | Nangang Tucheng          |

## Historia

### Propuesta inicial
En 1967, el gobierno de Taiwán analizó la posibilidad de construir una red de transporte rápido en el área metropolitana de Taipéi. El plan no se llevó a cabo debido a problemas fiscales y a la opinión de que dicho sistema no era necesario en ese momento. Con el incremento del tráfico y el crecimiento económico en la década de los setenta, la necesidad de un metro en Taipéi se hizo más evidente.
En febrero de 1977, el Instituto del Transporte y el Ministerio de Transporte y Comunicaciones dieron a conocer un reporte en el que se proponían a grandes rasgos cinco líneas. En septiembre de 1981, el Instituto del Transporte invitó a la British Mass Transit Consulting (BMTC) y a China Engineering Consultants, Inc., para formar un equipo que hiciera una investigación más profunda sobre este reporte.
En 1982, el gobierno de la ciudad de Taipéi encargó a la Universidad Nacional Chiao Tung una investigación sobre sistemas de transporte rápido. En enero de 1984, esta universidad propuso un diseño inicial de capacidad media de transporte para Taipéi.

### Red inicial
El 1º de marzo de 1985, el Consejo de Planeación Económica y Desarrollo del Yuan Ejecutivo, firmó un acuerdo con el Consejo de Transporte de Taipéi (con tres consultores estadounidenses) para un estudio completo de un sistema de transporte rápido en el área metropolitana de Taipéi. En 1986 el Consejo de Planeación Económica y Desarrollo pasó al Yuan Ejecutivo un diseño inicial de la red. Las rutas de la red aún no estaban totalmente definidos.
En 1987 se estableció el Departamento del Sistema de Transporte Rápido para prepatar la construcción del sistema de metro.
Las siete líneas de la red inicial propuesta eran las siguientes:
- Línea Danshui (淡水線)
- Línea Xindian (新店線)
- Línea Zhonghe (中和線)
- Línea Nangang (南港線)
- Línea Wenshan (文山線)
- Línea Neihu (內湖線)
- Línea Xinzhuang (新莊線)

### Las siete líneas
El 27 de marzo de 1986, el Yuan Ejecutivo aprobó el plan inicial para la red del sistema de metro. La construcción comenzó el 15 de diciembre de 1988. Los problemas de tráfico, aúnado a los cierres debidos a la construcción, hicieron que esa época fuera conocida como la "época oscura del tráfico en Taipéi". El Metro fue un tema controvertido durante la construcción y después de la apertura de la primera línea en 1996 debido a problemas técnicos, supuestos problemas estructurales en carriles elevados, aumentos en el presupuesto y precios del servicio.

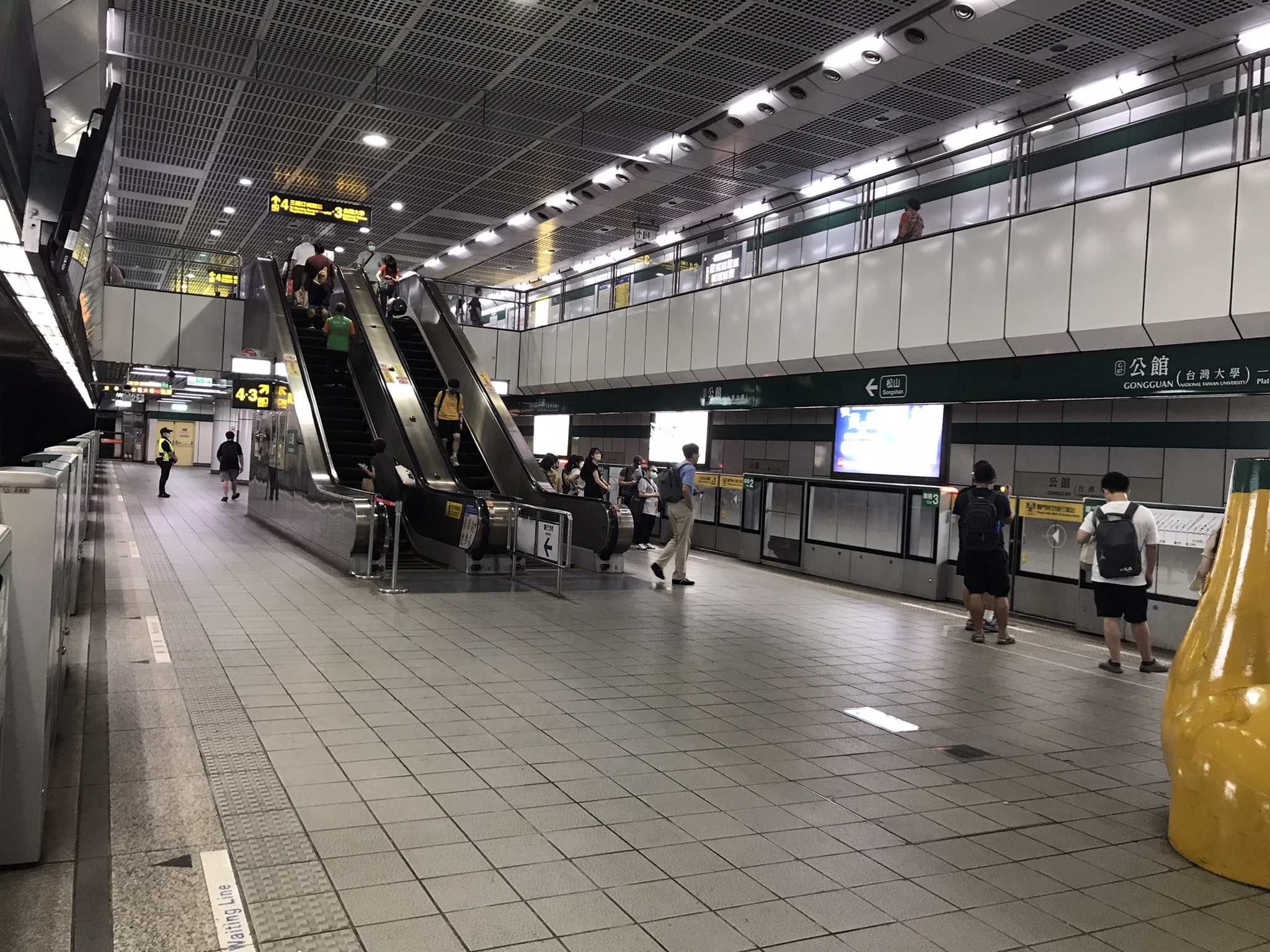
Andén de la estación Gongguan

El Metro comenzó a dar servicio el 28 de marzo de 1996, con 10,5 km en la línea Muzha, de capacidad media, con doce estaciones entre la Escuela Secundaria Zhongshan y el Zoológico de Taipéi. La línea de Danshui, la primera de capacidad alta, fue abierta el 28 de marzo de 1997, y corre desde Danshui, hasta la estación Zhongshan.